# Afrephialtes latiannulatus
Afrephialtes latiannulatus là một loài tò vò trong họ Ichneumonidae.